# Список персональных пенсионеров Президента Азербайджанской Республики

## 2002
1. Аббасов, Надир Худуш оглы — 11.06.2002[1]
2. Абасова, Эльмира Абдулгамид кызы — 11.06.2002[1]
3. Аббасзаде, Гусейн Аббас оглы — 11.06.2002[1]
4. Гюльгусейн Гусейноглу — 11.06.2002[1]
5. Абдуллаев, Микаил Гусейн оглы — 11.06.2002[1]
6. Абдуллаев, Сафар Ибад оглы — 11.06.2002[1]
7. Абдуллаев Тахир Абдулла оглы — 11.06.2002[1]
8. Абдуллаева, Хаят Гамдулла кызы — 11.06.2002[1]
9. Абизаде Балаш Аллахбагиш оглы — 11.06.2002[1]
10. Адигезалов, Васиф Зульфугар оглы — 11.06.2002[1]
11. Агаев, Октай Джафар оглы — 11.06.2002[1]
12. Агаев, Омар Агаджангир оглы — 11.06.2002[1]
13. Ахундов, Давуд Ага оглы — 11.06.2002[1]
14. Ахундова, Рафига Гаджи кызы — 11.06.2002[1]
15. Ахундова, Шафига Гулам кызы — 11.06.2002[1]
16. Алмасзаде, Гамэр Гаджи Ага кызы — 11.06.2002[1]
17. Бабанлы, Видади Юсиф оглы — 11.06.2002[1]
18. Бабаев, Абдулла Муртуз оглы — 11.06.2002[1]
19. Бабаев, Ариф Имран оглы — 11.06.2002[1]
20. Бабаев, Мирза Абдулджаббар оглы — 11.06.2002[1]
21. Бабаев, Наби Алекпер оглы — 11.06.2002[1]
22. Бабаев, Расим Ганифа оглы — 11.06.2002[1]
23. Бабаева, Чимназ Мамед кызы — 11.06.2002[1]
24. Бабаева Алавия Ганифа кызы — 11.06.2002[1]
25. Бакиханов, Тофик Ахмед-ага оглы — 11.06.2002[1]
26. Байрамов Фатулла Манаф оглы — 11.06.2002[1]
27. Бадиров, Мурсал Тагиевич — 11.06.2002[1]
28. Джаббарова, Фатма Агаджаббар кызы — 11.06.2002[1]
29. Джафарханова, Роза Гейдар кызы — 11.06.2002[1]
30. Джафарзаде, Азиза Мамед кызы — 11.06.2002[1]
31. Джалилова, Роза Исмаил кызы — 11.06.2002[1]
32. Дибирова Сафия Гаджи кызы — 11.06.2002[1]
33. Дильбази, Амина Паша кызы — 11.06.2002[1]
34. Абдурахманов, Надир Гамбар оглы — 11.06.2002[1]
35. Ахмедов, Сабир Магамед оглы — 11.06.2002[1]
36. Ахмедова, Фирангиз Юсиф кызы — 11.06.2002[1]
37. Ахмедова, Гамаил Бехбуд кызы — 11.06.2002[1]
38. Акперов, Джанали Ханали оглы — 11.06.2002[1]
39. Алекперов Фирудин Юсиф оглы — 11.06.2002[1]
40. Алиев, Габиль Мустафа оглы — 11.06.2002[1]
41. Алиев, Махарам Акпер оглы — 11.06.2002[1]
42. Алиев, Шамиль Рустамович — 11.06.2002[1]
43. Алиева, Сакина Аббас кызы — 11.06.2002[1]
44. Алибайли, Ханымана Сабир кызы — 11.06.2002[1]
45. Аманов, Акиф Мами оглы — 11.06.2002[1]
46. Гюльахмедова, Гюльджахан Шуаулла кызы — 11.06.2002[1]
47. Гаджиева, Аджаб Магерам кызы — 11.06.2002[1]
48. Гаджиева Зулейха Гаджибаба кызы — 11.06.2002[1]
49. Гамзаева, Зарош Мирзабагир кызы — 11.06.2002[1]
50. Гасанова, Гюльхар Ибрахим кызы — 11.06.2002[1]
51. Гасанова Рахиля Мир Алескер кызы — 11.06.2002[1]
52. Гасанова, Шамама Махмудали кызы — 11.06.2002[1]
53. Гасанзаде, Нариман Алимамед оглы — 11.06.2002[1]
54. Гашимов Алескер Миргашим оглы — 11.06.2002[1]
55. Гумбатова, Тамара Ахмед кызы — 11.06.2002[1]
56. Гусейнов, Иса Мустава оглы — 11.06.2002[1]
57. Гусейнов, Кямран Асад оглы — 11.06.2002[1]
58. Гусейнов, Юсиф Исмаил оглы — 11.06.2002[1]
59. Гусейнова, София Гасан кызы — 11.06.2002[1]
60. Гусейнзаде Лятиф Талыб оглы — 11.06.2002[1]
61. Ханларов, Телет Агасыбек оглы — 11.06.2002[1]
62. Ханмамедов, Гаджи Дадаш оглы — 11.06.2002[1]
63. Хасыева, Нюйвяр Халил кызы — 11.06.2002[1]
64. Ибрагимов, Гусейн Мамедали оглы — 11.06.2002[1]
65. Ибрагимов Мамед Инфиль оглы — 11.06.2002[1]
66. Имимгулиева, Фатма Магеррам кызы — 11.06.2002[1]
67. Имамвердиев Габиль Аллахверди оглы — 11.06.2002[1]
68. Иманов, Лютфияр Муслим оглы — 11.06.2002[1]
69. Исабабева, Хеджер Муштаг кызы — 11.06.2002[1]
70. Исмаилова, Содер Мабуд кызы — 11.06.2002[1]
71. Исмаилова, Тукезбан Магеррам кызы — 11.06.2002[1]
72. Кязымов Давуд Мехди оглы — 11.06.2002[1]
73. Конягин Владимир Евгеньевич — 11.06.2002[1]
74. Кожевникова Мария Николаевна — 11.06.2002[1]
75. Кадымова, Сара Бабиш кызы — 11.06.2002[1]
76. Годжа, Фикрет — 11.06.2002[1]
77. Гулиева, Марал Рустам кызы — 11.06.2002[1]
78. Гулиева, Нары Абульфаз кызы — 11.06.2002[1]
79. Мехтиев, Ага Джафар оглы — 11.06.2002[1]
80. Мехтиев Фирудин Мехти оглы — 11.06.2002[1]
81. Мехтиев, Иса Магамед оглы — 11.06.2002[1]
82. Магеррамов Малик Малик оглы — 11.06.2002[1]
83. Меликов, Ариф Джангир оглы — 11.06.2002[1]
84. Мамедбеков, Лютфи Шахбаз оглы — 11.06.2002[1]
85. Мамедов, Алтай Юсиф оглы — 11.06.2002[1]
86. Мамедов, Бёюкхан Абыш оглы — 11.06.2002[1]
87. Мамедов Довлят Гейдар оглы — 11.06.2002[1]
88. Мамедов, Алекпер Амир оглы — 11.06.2002[1]
89. Мамедов, Алибаба Балаахмед оглы — 11.06.2002[1]
90. Мамедов, Арастун Сурхай оглы — 11.06.2002[1]
91. Мамедов, Гасан Агамамед оглы — 11.06.2002[1]
92. Мамедов, Максуд Давуд оглы — 11.06.2002[1]
93. Мамедов, Нусрат Худу оглы — 11.06.2002[1]
94. Мамедов, Серфели Ибрагим оглы — 11.06.2002[1]
95. Мамедов, Токай Габиб оглы — 11.06.2002[1]
96. Мамедов, Ягуб Мамед оглы — 11.06.2002[1]
97. Мамедова Гюлябетин Алиш кызы — 11.06.2002[1]
98. Мамедова, Шафига Гашим кызы — 11.06.2002[1]
99. Мамедова Умлейля Али кызы — 11.06.2002[1]
100. Миркасымов Миралескер Мир Асадулла оглы — 11.06.2002[1]
101. Миришли, Рамиз Агиль оглы — 11.06.2002[1]
102. Мирзебаба Абуталыб оглы — 11.06.2002[1]
103. Мирзаев Гасан Мирзали оглы — 11.06.2002[1]
104. Мирзаева, Мансура Мейбулла кызы — 11.06.2002[1]
105. Мирзезаде, Бёюкага Мешеди оглы — 11.06.2002[1]
106. Мирзазаде Хаям Гады оглы — 11.06.2002[1]
107. Мусаев, Гылман Исабала оглы — 11.06.2002[1]
108. Мусаев Ниямеддин Муса оглы — 11.06.2002[1]
109. Мустафаев Амир Гюльбала оглы — 11.06.2002[1]
110. Мустафаев, Рамиз Гаджи оглы — 11.06.2002[1]
111. Наибов, Акрам Наджаф оглы — 11.06.2002[1]
112. Наджафова Хокуме Юсиф кызы — 11.06.2002[1]
113. Наджафзаде, Камиль Наджаф оглы — 11.06.2002[1]
114. Ашуг Адалят (Насибов Адалят Магомедали оглы) — 11.06.2002[1]
115. Насиров Губад Асадулла оглы — 11.06.2002[1]
116. Оджагов, Расим Миркасум оглы — 11.06.2002[1]
117. Рагимов, Исмихан Мамед оглы — 11.06.2002[1]
118. Рагимова, Эльмира Аллахверди кызы — 11.06.2002[1]
119. Рахманзаде, Марал Юсиф кызы — 11.06.2002[1]
120. Расулов Раис Азер оглы — 11.06.2002[1]
121. Расулова, Лидия Худат кызы — 11.06.2002[1]
122. Рустамов, Гадир Черкез оглы — 11.06.2002[1]
123. Рзакулиев, Эльбек Мирза-Гасан оглы — 11.06.2002[1]
124. Рзаев, Анар Расул оглы — 11.06.2002[1]
125. Рзаев, Азер Гусейн оглы — 11.06.2002[1]
126. Рзаев, Ислам Тапдыг оглы — 11.06.2002[1]
127. Садыгов Фикрет Аббас оглы — 11.06.2002[1]
128. Садыгов,  Марал Закир кызы — 11.06.2002[1]
129. Садыгова, Махлуга Алескер кызы  — 11.06.2002[1]
130. Садыхзаде, Октай Сеид-Гусейн оглы — 11.06.2002[1]
131. Сафарова Халида Алиапер кызы — 11.06.2002[1]
132. Сафиева, Джейран Мухтар кызы — 11.06.2002[1]
133. Санани, Офелия Гаджиага кызы — 11.06.2002[1]
134. Шахмамедов Шамиль Мамед оглы — 11.06.2002[1]
135. Шарифова, Фирангиз Мирза кызы — 11.06.2002[1]
136. Ширалиева, Тамилла Худадат кызы — 11.06.2002[1]
137. Ширье Вера Карловна — 11.06.2002[1]
138. Шоюбов, Захид Гамиль оглы — 11.06.2002[1]
139. Тагиева, Роза Муртуза кызы — 11.06.2002[1]
140. Тагиева Сона Ганифа кызы — 11.06.2002[1]
141. Тахирли, Сохраб Абульфаз оглы — 11.06.2002[1]
142. Титаренко Мария Сергеевна — 11.06.2002[1]
143. Третьяков Иван Поликарпович — 11.06.2002[1]
144. Туаев, Казбек Алиевич — 11.06.2002[1]
145. Турабов, Гасанага Саттар оглы — 11.06.2002[1]
146. Вагабзаде, Бахтияр Махмуд оглы — 11.06.2002[1]
147. Зейналов, Тельман Гейдар оглы — 11.06.2002[1]
148. Зейналова, Насиба Джангир кызы — 11.06.2002[1]
149. Зейналова, Назих Джафар кызы — 11.06.2002[1]
150. Аббасов, Ферзели Хатам оглы — 02.10.2002[2]
151. Абдуллаев, Алигузу Мухтар оглы — 02.10.2002[2]
152. Абдуллаев Сулейман Джумшуд оглы — 02.10.2002[2]
153. Агададаш, Кербалаи оглы — 02.10.2002[2]
154. Ангбазова, Марьям Омар кызы — 02.10.2002[2]
155. Асланова, Замина Сардар кызы — 02.10.2002[2]
156. Ашрафов Мухтар Гасан оглы — 02.10.2002[2]
157. Азаева, Червон Али кызы — 02.10.2002[2]
158. Бабаева, Нянякыз Рза кызы — 02.10.2002[2]
159. Джаббарова Рахиля Мухтар кызы — 02.10.2002[2]
160. Джавадов Мамед Карим оглы — 02.10.2002[2]
161. Джабиева, Зейнаб Ага кызы — 02.10.2002[2]
162. Джафарова, Амина Сурхай кызы — 02.10.2002[2]
163. Дадашов, Дадаш Икрам оглы — 02.10.2002[2]
164. Эминов, Аскер Абдулла оглы — 02.10.2002[2]
165. Ахмедов, Ахмед Дадаш оглы — 02.10.2002[2]
166. Ахмедов, Гаракиши Ахлиман оглы — 02.10.2002[2]
167. Ахмедов, Мобил Салман оглы — 02.10.2002[2]
168. Ахмедов, Сабир Атакиши оглы — 02.10.2002[2]
169. Ахмедов, Садреддин Бабаг оглы — 02.10.2002[2]
170. Ахмедов, Закир Бакир оглы — 02.10.2002[2]
171. Алекперов Салман Мамедгусейн оглы — 02.10.2002[2]
172. Алескеров, Садраддин Фаррух оглы — 02.10.2002[2]
173. Алиев, Гумбат Мамед оглы — 02.10.2002[2]
174. Алиева, Самая Дадаш кызы — 02.10.2002[2]
175. Алиева, Солмаз Самед кызы — 02.10.2002[2]
176. Алиева, Шамама Танрыверди кызы — 02.10.2002[2]
177. Алиева, Зияфет Мустафа кызы — 02.10.2002[2]
178. Амирали, Абдулла Ислам оглы — 02.10.2002[2]
179. Азимов, Нариман Аббасгулу оглы — 02.10.2002[2]
180. Гаджиев, Юнис Мухтар оглы — 02.10.2002[2]
181. Гейдарова, Тамара Бабир кызы — 02.10.2002[2]
182. Гасанова, Фатма Акпер кызы — 02.10.2002[2]
183. Гасанова, Гюлюстан Агели кызы — 02.10.2002[2]
184. Гасанова Гызгайыт Салман кызы — 02.10.2002[2]
185. Гасанова, Мюлайым Мехти кызы — 02.10.2002[2]
186. Гасанова, Залхай Махмуд кызы — 02.10.2002[2]
187. Гасанова, Замина Гасан кызы — 02.10.2002[2]
188. Гасагова, Зулейха Аскералы кызы — 02.10.2002[2]
189. Гумбатова, Малейка Юнис кызы — 02.10.2002[2]
190. Гусейнов, Бахадур Хекимхан оглы — 02.10.2002[2]
191. Гусейнов Гасан Аббас оглы — 02.10.2002[2]
192. Гусейнова Фатма Рза кызы — 02.10.2002[2]
193. Хутраева Музалифа Магамед кызы — 02.10.2002[2]
194. Ибрагимбеков, Максуд Мамед Ибрагим оглы — 02.10.2002[2]
195. Ибрагимбеков, Рустам Мамед Ибрагим оглы — 02.10.2002[2]
196. Ибрагимова, Эльза Имамеддин кызы — 02.10.2002[2]
197. Исмаилов Юсиф Аббас оглы — 02.10.2002[2]
198. Исрафильзаде Абдулгасан Гусейн оглы — 02.10.2002[2]
199. Кязымов, Ибрагим Салман оглы — 02.10.2002[2]
200. Кязымов, Октай Мамед оглы — 02.10.2002[2]
201. Каримова Ашафатма Гидаят кызы — 02.10.2002[2]
202. Гараева Улькяр Маил кызы — 02.10.2002[2]
203. Гасымов, Телет Мамедага оглы — 02.10.2002[2]
204. Гасымова Шафига Гасым кызы — 02.10.2002[2]
205. Гадимов Юзеф Исламович — 02.10.2002[2]
206. Гулиев, Боран Габиль оглы — 02.10.2002[2]
207. Гулиев, Махар Мустафа оглы — 02.10.2002[2]
208. Гулиева Дженнет Баба кызы — 02.10.2002[2]
209. Гурбанова, Гаваят Гаджи кызы — 02.10.2002[2]
210. Гурбанова, Тамара Магамед кызы — 02.10.2002[2]
211. Мехтиева, Гюльхара Иззет кызы — 02.10.2002[2]
212. Медетова Шугра Гембер кызы — 02.10.2002[2]
213. Мамедов, Иса Али оглы — 02.10.2002[2]
214. Мамедов, Нариман Габиб оглы — 02.10.2002[2]
215. Мамедова, Ася Али кызы — 02.10.2002[2]
216. Мамедова, Хумай Алекпер кызы — 02.10.2002[2]
217. Мамедова (Мустафаева), Сурма Ахад кызы — 02.10.2002[2]
218. Мамедова, Ясемен Нифталы кызы — 02.10.2002[2]
219. Мамедрагимова, Минаря Абдулали кызы — 02.10.2002[2]
220. Мир Мамед Мир Джафар оглы (Бёюкага Мамедов) — 02.10.2002[2]
221. Мирзаев, Муса Абдулла оглы — 02.10.2002[2]
222. Мирзаев Сабир Нусрат оглы — 02.10.2002[2]
223. Моллаева Кариман Махама кызы — 02.10.2002[2]
224. Мурадова Махрух Халил кызы — 02.10.2002[2]
225. Мустафаев, Фейруз Раджаб оглы — 02.10.2002[2]
226. Намазова Хеджер Агакиши кызы — 02.10.2002[2]
227. Джабир Новруз (Новрузов Джабир Мирзабей оглу — 02.10.2002[2]
228. Оруджов Гариб Азизали оглы — 02.10.2002[2]
229. Оруджова, Кюльпута Менсим кызы — 02.10.2002[2]
230. Панахов, Шемсед Танрыгулу оглы — 02.10.2002[2]
231. Расулов, Мамедрза Руфулла оглы — 02.10.2002[2]
232. Рухи Сахиб Мусеиб оглы (Сахиб Шюкюров) — 02.10.2002[2]
233. Рустамова, Разия Али кызы — 02.10.2002[2]
234. Рзаев, Шабан Мехти оглы — 02.10.2002[2]
235. Салманов Мамед Гусейн оглы — 02.10.2002[2]
236. Салманов, Сарван Гаракиши оглы — 02.10.2002[2]
237. Сафаров Яшар Абуталыб оглы — 02.10.2002[2]
238. Самедов, Баба Самед оглы — 02.10.2002[2]
239. Серкеров Нусрат Наримано оглы — 02.10.2002[2]
240. Саркерова Гюлюш Джарбаил кызы — 02.10.2002[2]
241. Шашик-оглы, Нодар Изетович — 02.10.2002[2]
242. Шаммедова Ханымгюль Гамид кызы — 02.10.2002[2]
243. Ширинова, Марал Ибрагим кызы — 02.10.2002[2]
244. Талибова, Бахар Магеррам кызы — 02.10.2002[2]
245. Усубова, Аскиназ Абдулали кызы — 02.10.2002[2]
246. Вердиева, Сядагят Маджит кызы — 02.10.2002[2]
247. Самедоглу, Вагиф (Векилов Вагиф Самед оглы) — 02.10.2002[2]
248. Велиева, Шаргия Акпер кызы — 02.10.2002[2]
249. Ягубов, Алисафа Алигейдар оглы — 02.10.2002[2]
250. Ёлчиева, Дильшад Вали кызы — 02.10.2002[2]
251. Захидова Василя Алы кызы — 02.10.2002[2]
252. Заманова, Кюбра Агабала кызы — 02.10.2002[2]
253. Зюльфугарова, Хумар Рза кызы — 02.10.2002[2]

## 2003
1. Аббасов, Незерели Сеферали оглы — 21.02.2003[3]
2. Абдуллаева, Халима Юсиф кызы — 21.02.2003[3]
3. Абдуллаева, Сафура Сейдулла кызы — 21.02.2003[3]
4. Агамурадов, Низамеддин Агамурад оглы — 21.02.2003[3]
5. Агаева Кямаля Ага кызы — 21.02.2003[3]
6. Балаева, Халимат Маджид кызы — 21.02.2003[3]
7. Бехбудова Джульетта Балабековна — 21.02.2003[3]
8. Джаббарлы Гюлара Джафар кызы — 21.02.2003[3]
9. Ализаде Акшин Аликули оглы — 21.02.2003[3]
10. Азимзаде Захра Азим кызы — 21.02.2003[3]
11. Лезгиева Гюллю Намаз кызы — 21.02.2003[3]
12. Маниев, Мухтар Гембер оглы — 21.02.2003[3]
13. Мамедова, Аделаида Рза кызы — 21.02.2003[3]
14. Мусаев, Талыб Гурбан оглы — 21.02.2003[3]
15. Насруллаева Хежэер Мамед кызы — 21.02.2003[3]
16. Туран Джавид Гусейн Джавид кызы — 21.02.2003[3]
17. Векилова Айбениз Самед Вургун кызы — 21.02.2003[3]
18. Векилова Хавяр Ахмед кызы — 21.02.2003[3]
19. Гаджиев, Алтай Амир оглы — 2003

## 2005
1. Мамедова Нахида-Лейла Саид кызы — 10.11.2005[4]

## 2006
1. Багиров Баййрамгулу Багир оглы — 05.12.2006[5]
2. Немятов Ниятшах Сафар оглы — 05.12.2006[5]
3. Османов Джабраил Омар оглы — 05.12.2006[5]

## 2009
1. Бейкишиев Назим Зохраб оглы[6]
2. Дадашов Фехреддин Алисахиб оглы[6]
3. Муслимов Мохлет Ханали оглы[6]
4. Пашаев Агаверди Ага Али оглы[6]
5. Сафаров Музаффар Аллахверди оглы[6]

## 2012
1. Касымов Алигусейн Алимухар оглы — 19.09.2012[7]
2. Сулейманов Гасан Теймур оглы — 19.09.2012[7]

## 2014
1. Багиров Муса Агабек оглы — 22.07.2014[8]
2. Гасанов Рафиг Биннят оглы — 19.12.2014[9]
3. Гусейнов Мамед Мир Багыр оглы — 19.12.2014[9]

## 2015
1. Джаван Зейналлы — 21.12.2015[10]
2. Натиг Расулзаде — 21.12.2015[11]

## 2016
1. Ибрахимов Эльдар Ибрахим оглы — 02.02.2016[12]
2. Улдуз Сонмяз — 01.03.2016
3. Абаселиев Ага Джабраил Агасалех оглы — 06.05.2016[13]
4. Джафарова Басти Али кызы — 06.05.2016[13]
5. Ахмедов Джафар Намиг Камал оглы — 06.05.2016[13]
6. Гашимова Шахназ Гасан кызы — 06.05.2016[13]
7. Гараев Ясин Микаил оглы — 06.05.2016[13]
8. Магеррамов Мабуд Алиаскер оглы — 06.05.2016[13]
9. Мурадова Тарана Гусейн кызы — 06.05.2016[13]
10. Салманлы Агахан Али оглы — 06.05.2016[13]
11. Юсупова Шукуфа Мухаддин кызы — 06.05.2016[13]
12. Абдулрахимов Рамиз Гамид оглы — 25.11.2016

## 2017
1. Абдуллаев Тофик Али оглы — 18.12.2017[14]
2. Шекиханов Тофик Гамид оглы — 18.12.2017[14]

## 2018
1. Джафаров Джаваншир Халил оглы — 09.05.2018[15]
2. Никушина Александра Константиновна — 09.05.2018[15]
3. Новруз Рамир Гяввам оглы — 09.05.2018[15]
4. Шафиева Гюльчохра Мамед кызы — 09.05.2018[15]
5. Аблудж Анвар Абасгулу оглы — 01.08.2018[16]
6. Гемберов Рафаил Али оглы — 01.08.2018[16]
7. Мамедов Боюкага Зейнал оглы — 01.08.2018[16]

## 2019
1. Абдуллаев, Агасалим Сахиб оглы — 10.05.2019[17]
2. Агамализаде, Музаффар Мамед Ибрагим оглы — 10.05.2019[17]
3. Исламзаде, Акиф Гадир оглы — 10.05.2019[17]
4. Гулиева, Саида Абульфаз кызы — 10.05.2019[17]
5. Муталлимова, Фирангиз Бахар кызы — 10.05.2019[17]
6. Нариманова, Земфира Али кызы — 10.05.2019[17]
7. Рагимли Ильхам Азиз оглы — 10.05.2019[17]
8. Бабаева Земфира Баба кызы — 31.07.2019[18]
9. Садыхова Земфира Эмин кызы — 31.07.2019[18]

## 2020
1. Амиров, Джамиль Фикрет оглы — 07.05.2020[19]
2. Гейчаев, Теймур Анвар оглы — 07.05.2020[19]
3. Ханызаде, Бахтияр Октай оглы — 07.05.2020[19]
4. Каримов, Фехреддиин Нури оглы — 07.05.2020[19]
5. Гулиев, Габиль Азизулла оглы — 07.05.2020[19]
6. Шарифов, Вагиф Абдулла оглы — 07.05.2020[19]
7. Тагызаде, Иране Тофик кызы — 07.05.2020[19]
8. Сулейманова, Эльмира Теймур кызы — 16.07.2020[20]

## 2021
1. Махмудов, Абдулахад Алиса оглы — 07.05.2021[21]
2. Мирзагасанов, Гусейн-Сафа Гувамеддин оглы — 07.05.2021[21]
3. Нурзаде, Али Гайыб оглы — 07.05.2021[21]
4. Сеидов Уран Сеид Муса оглы — 07.05.2021[21]
5. Шаровская, Наталья Юрьевна — 07.05.2021[21]
6. Керимова, Флора Алекпер кызы — 31.06.2021[22]

## 2022
1. Абдуллаев, Кязым Анвар оглы — 10.05.2022[23]
2. Балаев, Мамедали Башир оглы — 10.05.2022[23]
3. Иманова, Гюльбаджи Алиакпер кызы — 10.05.2022[23]
4. Караев, Фарадж Кара оглы — 10.05.2022[23]
5. Новрузова Нубар Гулу кызы — 10.05.2022[23]
6. Садыгов Фаиг Абульфаз оглы — 10.05.2022[23]
7. Вердиев, Фикрет Сулейман оглы — 10.05.2022[23]

## 2023
1. Аббасов Тариель Аббасгулу оглы[24]
2. Ахундова, Нигяр Вели кызы[24]
3. Агаллияй Пеллумб Мустафа оглы[24]
4. Алиев, Замик Баларза оглы[24]
5. Асадов, Асад Фаррух оглы[24]
6. Гасанов, Анвар Джафар оглы[24]
7. Гасанов, Видади Исмаил оглы[24]
8. Ибрагимбекова, Анна Юрьевна[24]
9. Исмаилов, Гурбан Ибрагим оглы[24]
10. Гасымов, Интигам Бёюкага оглы[24]
11. Гасымов, Мамедсафа Мамедали оглы[24]
12. Гасымов, Юсиф Али оглы[24]
13. Гулиева, Халида Джамал кызы[24]
14. Мустафаев, Вагиф Бехбуд оглы[24]
15. Назирли, Шамистан Амираслан оглы[24]
16. Рустамов, Аслан Махмуд оглы[24]
17. Сулейманлы, Шамиль Кямран оглы[24]
18. Шихлинский, Зия Энвер оглы[24]